# Forza Motorsport
Forza Motorsport è un videogioco di guida, sviluppato da Microsoft in esclusiva per Xbox uscito nel 2005.
Il gioco è disponibile anche completamente in italiano. Rappresenta il primo videogioco pseudosimulativo per Xbox, introducendo anche per primo tra i videogiochi i danni grafici e fisici sulle vetture, che influiscono in modo più o meno incisivo sulle prestazioni dell'auto.

## Classi di vetture
Il gioco offre una grande quantità di automobili reali tra cui scegliere, divise in classi e sottoclassi (le sottoclassi sono 4, ad esempio si ha la D4 che è la sottoclasse meno performante della classe D e la sottoclasse D1 che è la più performante, unica eccezione è la classe R):
- Classe D: Classe di produzione da strada.
- Classe C: Classe di produzione sportiva.
- Classe B: Classe di produzione performance.
- Classe A: Classe di produzione da gara.
- Classe S: Classe di produzione da gara a prestazioni elevate.
- Classe R: Classe di produzione hypercar per eventi speciali. La classe R contiene tre sottoclassi: R3 - R2 - R1.

Tutte le auto sono dotate di una serie di parametri come velocità, accelerazione, rarità, freno, curva.

## Modalità di gara
Il gioco offre varie modalità di gara.
- Gara arcade: competi contro il computer per sbloccare nuovi circuiti e nuove vetture. Bisogna classificarsi nei primi tre per sbloccare nuovi eventi.

In questa modalità un'auto non può competere contro un'altra di classe differente.
- Carriera: gareggia contro il computer per guadagnare denaro per comprare nuove auto e potenziarle. Se raggiungi livelli di guida elevati potrai stringere accordi con le case produttrici per acquistare pezzi di ricambio scontati, e potrai gareggiare in competizioni di livello più alto.
- Multiplayer: gareggiare con un amico a schermo condiviso o con altre persone su Xbox Live.
- Prova a tempo: stabilire il record del giro nei vari circuiti.
- Corsa libera: ci sono tre tipologie di Corsa libera:
  - Giro veloce: correre su un circuito per tutto il tempo che vuoi.
  - Autocross: completare il circuito fatto di birilli più velocemente possibile.
  - Gara su percorso: correre da un punto ad un altro, nel minor tempo possibile.

## Peculiarità
Il gioco ha introdotto molte novità nell'ambito dei videogiochi di guida:
- La traiettoria: Si può avere un indicatore che segnala la traiettoria ideale sulla pista, segnalando dove è consigliabile accelerare e dove frenare (aggiornato in tempo reale), diventando neutra quando il pilota esce dalla pista.
- Danni: Si ha il danno non solo sulle caratteristiche dinamiche dell'auto, ma anche visive e quindi sulla carrozzeria, così come le tracce di vernice su muri, con o senza scolorimenti sull'auto. Solo le ruote ne sono esenti.
- Pilota automatico: Il giocatore può addestrare un IA che ricalcherà il modo di guida del giocatore, il quale potrà scegliere se usare quest'intelligenza per compiere le gare al posto suo.